# Piers Gaveston, 1. Earl of Cornwall

Wappen des Piers Gaveston

Piers Gaveston, 1. Earl of Cornwall (* um 1284; † 19. Juni 1312 bei Warwick) war ein aus Frankreich stammender Adliger. Er war der Favorit und möglicherweise ein Geliebter von König Eduard II. von England.

## Herkunft
Piers Gaveston stammte aus der Gascogne im Südwesten des Königreiches Frankreich, deren Herzog damals der König von England war. Gaveston war ein jüngerer Sohn des Ritters Arnaud de Gabaston, der dem englischen König Eduard I. in vielen Feldzügen als Soldat gedient hatte, und von Claramonde de Marsan. Angeblich war er etwa gleich alt wie der 1284 geborene Prinz Eduard, da er jedoch bereits 1297 am Feldzug nach Flandern teilnahm, wurde er vermutlich bereits um 1280 geboren.

## Aufstieg im Gefolge des Thronfolgers

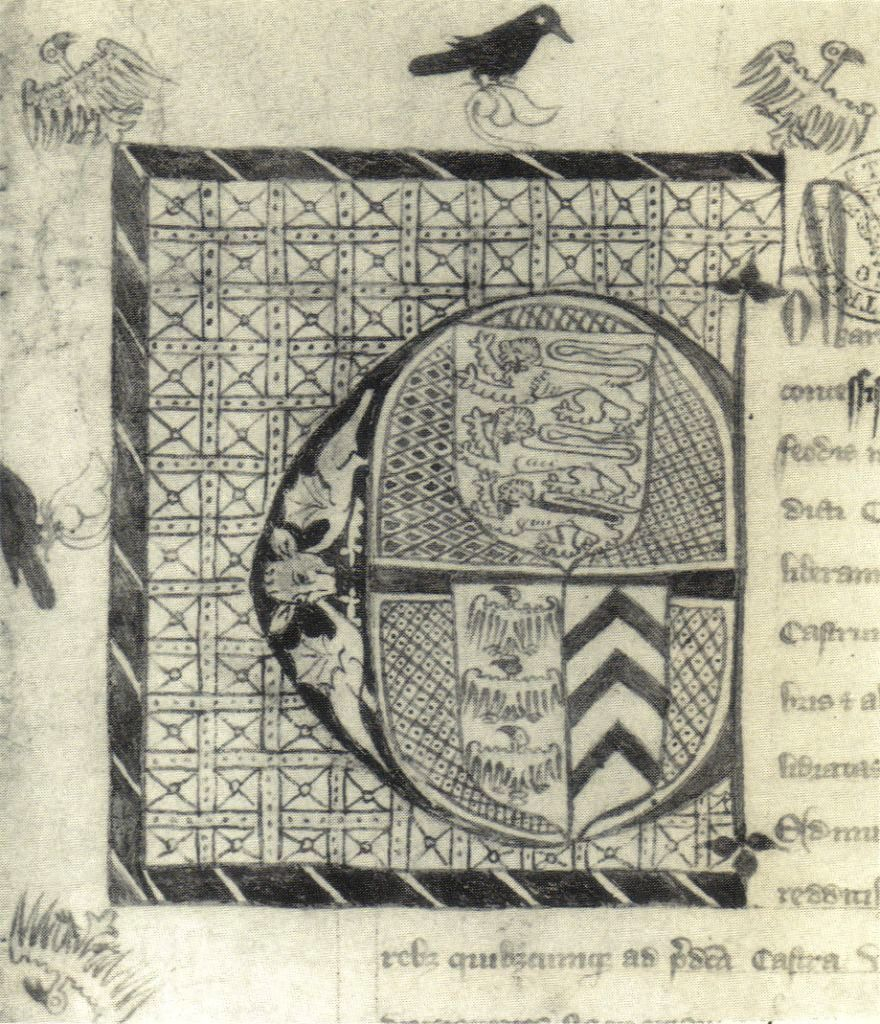
Initiale von der Charter, mit der Gaveston zum Earl of Cornwall erhoben wurde. Das untere Wappen ist bereits das kombinierte Wappen von Gaveston und seiner Braut Margaret de Clare.

1297 diente Gaveston in der englischen Armee in Flandern, anschließend diente er am englischen Königshof. 1300 nahm er wie sein Vater und sein älterer Bruder Arnaud-Guillaume de Marsan am Feldzug von König Eduard I. gegen Schottland teil. Gegen Ende des Jahres gehörte er zum Hofstaat des Thronfolgers Eduard. Nach einer zeitgenössischen Chronik war König Eduard I. von Gavestons höfischen Manieren beeindruckt, und nach einer anderen Chronik war er elegant, scharfsinnig und kultiviert, aber auch militärisch befähigt. Gaveston könnte vom König selbst beauftragt worden sein, um dem Thronfolger als Vorbild zu dienen. Gaveston gewann rasch die Gunst des Thronfolgers und wurde ein enger Freund von ihm. Die Nähe zu dem Prinzen brachte Gaveston viele Vorteile, war aber auch ein Risiko, als dieser beispielsweise im Juni 1305 nach einem Streit mit dem Treasurer Walter Langton vom Hof verbannt wurde. Gaveston und der junge Gilbert de Clare wurden selbst zeitweise vom Hofstaat des Prinzen verbannt. Erst im Oktober 1305 versöhnte sich der König wieder mit seinem Sohn, und im folgenden Frühjahr wurde der Thronfolger vor einem weiteren Feldzug nach Schottland als Knight of the Bath zum Ritter geschlagen. Vier Tage später wurde auch Gaveston am 26. Mai 1306 zusammen mit zahlreichen weiteren jungen Männern zum Knight of the Bath geschlagen. Anstatt nun jedoch am Feldzug gegen Schottland teilzunehmen, reisten die jungen Ritter nach Frankreich und nahmen dort an einem Turnier teil. Der König befahl zunächst, die Deserteure zu verhaften und ihre Besitzungen zu beschlagnahmen. Im Januar 1307 wurden sie auf Fürsprache von Königin Margarethe begnadigt. Dennoch wurde Gaveston kurz darauf, am 26. Februar 1307, erstmals ins Exil geschickt, vermutlich, weil der König die zu enge Beziehung zwischen ihm und dem Thronfolger missbilligte. Gaveston musste England vor dem 30. April verlassen haben, doch vermutlich galt die Verbannung mehr als Strafe für den Thronfolger als für Gaveston, denn Gaveston erhielt während seiner Verbannung in der Gascogne eine beträchtliche jährliche Pension in Höhe von 100 Mark.

## Favorit des jungen Königs
Den zeitgenössischen Chroniken nach war das Verhältnis des Prince of Wales zu Gaveston unmäßig, ausschweifend und unermesslich, und es wurde im Allgemeinen angenommen, dass die beiden eine homosexuelle Beziehung hatten. Dies gilt heute als umstritten, es wird auch die These vertreten, dass die Beziehung nicht sexuell geprägt, sondern eher eine enge brüderliche Beziehung war. Nach den erhaltenen Dokumenten sind beide Schlussfolgerungen möglich. Tatsache war zweifellos, dass der junge Thronfolger Anfang 1307 Gaveston gegenüber enger verbunden war als jeder anderen Person. Diese enge Bindung hatte für beide Partner und für das ganze Reich weitreichende Folgen. Fast unmittelbar nach dem Tod von König Eduard I. im Juli 1307 hob sein Sohn und Nachfolger die Verbannung seines Freundes auf. Gaveston wurde am 6. August 1307 zum Earl of Cornwall erhoben, ein Titel, der zuletzt königlichen Prinzen vorbehalten war, und erhielt fast den gesamten Besitz des 1300 verstorbenen Edmund, des letzten Earls of Cornwall. Die Ernennungsurkunde könnte eventuell erst später geschrieben und dann vordatiert worden sein, denn sie trägt das kombinierte Wappen von Gaveston und seiner späteren Frau Margaret de Clare, die er erst am 1. November 1307 heiratete. Die Urkunde wurde von sieben der elf damaligen englischen Earls bezeugt, ein Zeichen dafür, dass diese Magnaten zunächst mit der Erhebung von Gaveston einverstanden waren. Gegen den raschen Aufstieg und die Heirat des königlichen Favoriten mit einer Nichte des Königs, die der mächtigen Familie Clare angehörte, regte sich jedoch zunehmend Widerstand unter den englischen Baronen. Dazu soll ein Turnier mit beigetragen haben, bei dem Gaveston mit seinem Gefolge am 2. Dezember 1307 die Earls of Arundel, Hereford und Warenne besiegte. Zumindest Warenne verübelte Gaveston seinen Sieg und begründete so seine Feindschaft gegenüber Gaveston.
Bevor der König zu seiner Hochzeit mit der französischen Prinzessin Isabella nach Frankreich reiste, ernannte er Gaveston am 26. Dezember 1307 zum Regenten für England. Obwohl Gaveston dieses Amt nicht missbrauchte, verübelten viele Zeitgenossen diesen Akt der königlichen Bevorzugung gegenüber den anderen Magnaten. Während der Krönung von Eduard und Isabella am 25. Februar 1308 spielte Gaveston eine hervorgehobene Rolle. Er folgte unmittelbar dem König und durfte die Edwardskrone tragen. Dazu löste er das Curtana-Schwert vom Gürtel und befestigte die Sporen an Eduards linkem Fuß. Seine prunkvolle Kleidung und sein Verhalten während des folgenden Festbanketts soll die französischen Verwandten der Königin, Karl von Valois und Louis d’Evreux so empört und beleidigt haben, dass sie entrüstet das Bankett verließen.

## Zunehmender Konflikt mit den Baronen

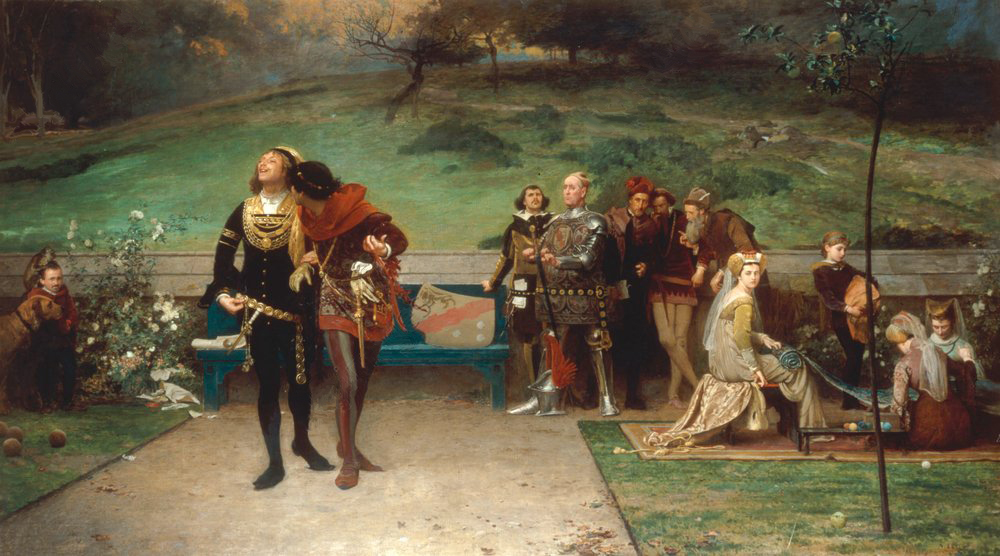
Edward II. und Gaveston, Gemälde von Marcus Stone, 1872

Nachdem die Barone bereits im Januar 1308 im Boulogne Agreement ihre Unzufriedenheit über die Regierung von König Eduard II. geäußert hatten, kam es im Frühjahr 1308 zum offenen Aufruhr gegen Gavestons Stellung bei Hofe. Ihre Kritik richtete sich weniger gegen seinen politischen Einfluss, sondern vor allem gegen seinen verschwenderischen Lebensstil auf Kosten des Königs und gegen seine Arroganz. Unter Führung des ältesten der Earls, Henry de Lacy, 3. Earl of Lincoln, erschien die Adelsopposition im April 1308 bewaffnet zum Parlament. Die Barone präsentierten dem König drei Artikel mit ihren Forderungen, darunter verlangten sie die Verbannung von Gaveston, so dass ein Bürgerkrieg drohte. Außer durch die Earls of Lancaster und Richmond und einigen Rittern des Hofstaats, wie dem älteren Despenser, hatte Gaveston kaum Unterstützer. Die Adelsopposition dagegen hatte die Unterstützung durch König Philipp IV. von Frankreich, den Vater der Königin. König Eduard II. musste am 18. Mai deshalb den Forderungen der Barone nachgeben. Gaveston musste bis zum 24. Juni das Reich verlassen haben, und Erzbischof Robert Winchelsey von Canterbury drohte ihm im Falle einer Rückkehr die Exkommunikation an.
Trotz der Gegnerschaft der Barone versuchte König Eduard II. schon unmittelbar nach Beginn der Verbannung, Gavestons Rückkehr zu ermöglichen. Am 16. Juni ernannte er ihn zum King’s lieutenant in Ireland, obwohl Richard Og de Burgh, 2. Earl of Ulster erst am Vortag dieses Amt erhalten hatte. Im Gegensatz zu de Burgh erhielt Gaveston die Macht, nach Belieben königliche Beamte in Irland durch Männer seiner Wahl zu ersetzen. Dazu durfte er die Einnahmen aus vakantem Kirchenbesitz verwenden. Die Verbannung, die ursprünglich von den Magnaten als Demütigung für Gaveston geplant war, wurde nun zur Gelegenheit für ihn, tatsächliche Macht auszuüben. Gaveston übte sein Amt in Irland zurückhaltend aus, so dass es wegen seiner Amtsführung keine Beschwerden gab, sondern unternahm vor allem einen erfolgreichen Feldzug in die Wicklow Mountains. Im Frühjahr 1309 erreichte der König, dass Gavestons Exil aufgehoben wurde. Bei seiner Rückkehr nach England zeigte er sich gegenüber den anderen Magnaten jedoch weiter arrogant. Er verspottete sie mit beleidigenden Spitznamen wie Thomas of Lancaster als fiddler (Geiger oder Schwindler), Aymer de Valence, 2. Earl of Pembroke als Joseph the Jew und Guy de Beauchamp, 10. Earl of Warwick als Black Dog of Arden.

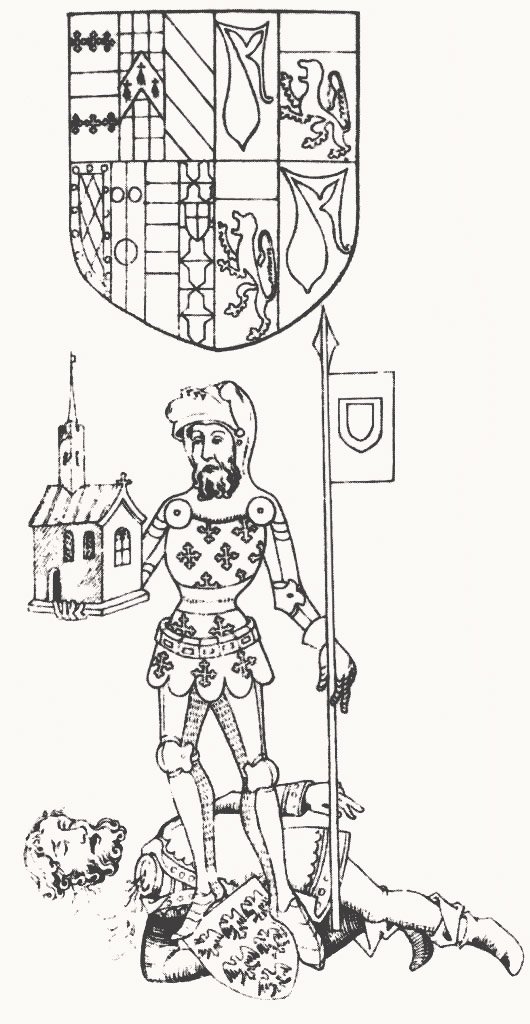
Der Earl of Warwick über der enthaupteten Leiche Gavestons. Buchillustration orientiert an der Rous Roll aus dem 15. Jahrhundert.

Aufgrund der wachsenden Opposition seiner Barone musste der König am 16. März 1310 der Wahl der Lords Ordainer zustimmen, einer Gruppe von Prälaten und Baronen, die ermächtigt waren, zum Wohle des Hofes und des Reiches Reformvorschläge, die sogenannten Ordinances, zu erarbeiten. König Eduard II. versuchte, die Folgen dieser Kapitulation zu verringern, in dem er von 1310 bis 1311 einen Feldzug gegen Schottland unternahm. Am 1. Oktober 1310 ernannte er Gaveston zum Justice of the Forest North of Trent sowie zum Verwalter von Nottingham Castle, was in klarem Widerspruch zu den von den Lords Ordainer erlassenen Ordinances stand. Den Winter verbrachte Gaveston in Roxburgh, doch bereits im Januar 1311 verfolgte er den schottischen König Robert I. nach Perth. Die Schotten vermieden jedoch eine Schlacht gegen die überlegenen englischen Truppen. Obwohl Gaveston im Juli 1311 zum King’s lieutenant in Scotland ernannt worden war, verbrachte er den August im nordenglischen Bamburgh Castle, um das Ergebnis der Konfrontation zwischen dem König und den Lords Ordainer abzuwarten.

## Sturz und Tod

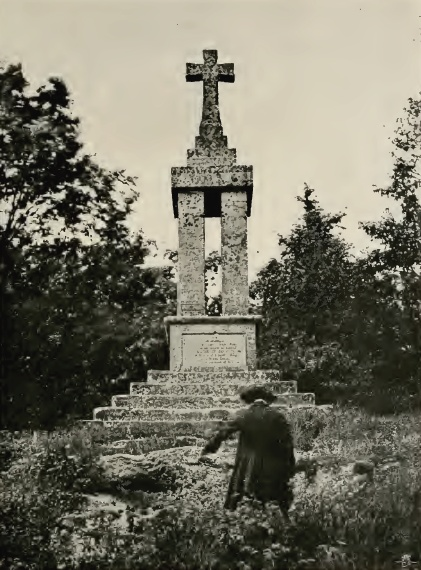
Das 1823 errichtete Denkmal auf dem Blacklow Hill, wo Gaveston hingerichtet wurde (Fotografie um 1899)

Der König verlor den Konflikt mit den Lords Ordainer und musste einer dritten Verbannung Gavestons zustimmen. Nach Absatz 20 der Ordinances of 1311 sollte Gaveston nicht nur aus England, sondern aus allen englischen Besitzungen, also auch aus Irland oder der Gascogne, dauerhaft verbannt werden. Unter Androhung der Exkommunikation sollte er vor dem 1. November 1311 von Dover aus England verlassen haben. Aber auch an diese Auflagen hielten sich der König und sein Freund nicht. Vermutlich hatte Gaveston England gar nicht verlassen, denn bereits am 13. Januar 1312 traf er sich in Knaresborough Castle mit dem König, von wo sie sich nach York begaben. Dieses tollkühne Verhalten ist durch die Geburt von Gavestons Tochter erklärbar, die um diese Zeit in York geboren wurde. Gaveston ließ seine Tochter am 20. Januar in der Franziskanerkirche von York taufen, nachdem der König bereits am 18. Januar die Rückkehr von Gaveston und seine Wiedereinsetzung in seine Titel und Ämter verkündet hatte.
Entsprechend der Verfügungen der Ordinances wurde Gaveston darauf im März durch Erzbischof Winchelsey exkommuniziert. Die Adelsopposition unter dem Earl of Lancaster stellte ein Heer zusammen, um den König und seinen Günstling festzunehmen. Am 5. April entkamen der König und sein Favorit noch in Newcastle knapp einer Streitmacht unter Lancaster, Henry Percy und Robert de Clifford, worauf sie sich trennten. Der König kehrte nach York zurück, während Gaveston sich nach Scarborough Castle zurückzog. Dort wurde er von Pembroke, Warwick, Percy und Clifford belagert, bis er am 19. Mai Verhandlungen zustimmte. Er war bereit, sich unter der Bedingung, nach Scarborough zurückkehren zu können, zu ergeben, falls es bis zum 1. August nicht zu einer Verständigung zwischen dem König und den Baronen kommen würde. Pembroke, Percy und Clifford bürgten für seine Sicherheit.
Nach einem ersten Treffen in York wurde Gaveston von Pembroke in Gewahrsam genommen, der ihn nach Süden brachte. Am 9. Juni war er im Pfarrhaus von Deddington in Oxfordshire untergebracht, während Pembroke auf dem Weg zu seinem Gut Bampton war. Am Morgen des nächsten Tages bemächtigte sich Warwick Gavestons und brachte ihn nach Warwick Castle. Nach kurzfristigen Beratungen zwischen Warwick, Lancaster und Hereford beschlossen diese, Gaveston hinzurichten. Am 19. Juni 1312 brachten sie ihn auf die Straße nach Kenilworth. Am Blacklow Hill, der bereits auf dem Grundbesitz von Lancaster lag, wurde Gaveston enthauptet. Sein Leichnam wurde in das Dominikanerkloster von Oxford gebracht, wo er über zwei Jahre aufbewahrt wurde, ehe König Eduard II. ihn am 2. Januar 1315 im Dominikanerkloster von Kings Langley beisetzen ließ.

## Nachkommen und Nachwirkung
Gavestons Tochter Joan wurde in das Kloster Amesbury gebracht. Sie wurde mit John Multon, dem Sohn und Erben von Thomas de Multon, 1. Baron Multon de Egremont verlobt, starb aber noch vor der Hochzeit 1325. Vermutlich hatte Gaveston mit Amice de Gavaston noch eine zweite, uneheliche Tochter, die später Hofdame von Königin Philippa of Hainault, der Ehefrau von König Eduard III. wurde. 1338 heiratete sie John Driby, einen Höfling im Gefolge des Königs beziehungsweise von dessen Söhnen John of Gaunt und Lionel of Antwerp, 1. Duke of Clarence.
Obwohl König Eduard II. nicht sofort gegen die Mörder seines Günstlings vorging, verzieh er ihnen nicht. Die Hinrichtung Gavestons belastete dauerhaft das Verhältnis zwischen dem König und seinen führenden Baronen und hatte entscheidenden Einfluss auf die weitere Regierung von König Eduard II. Gavestons Witwe Margaret heiratete 1317 Hugh de Audley, der zusammen mit Roger Damory einer der neuen königlichen Favoriten wurde. Sie wurden jedoch um 1318 von Hugh le Despenser verdrängt, der die Gunst von König Eduard II. gewann, worauf es erneut zu schweren Auseinandersetzungen zwischen den Baronen und dem König kam, die schließlich zur Absetzung und zur Ermordung des Königs führten.